# Blekinge kustbana
Blekinge kustbana är en elektrifierad järnväg mellan Kristianstad och Karlskrona. Sträckan är 130 kilometer lång. Banan trafikeras av Öresundståg, pågatåg och godståg.

## Historia

### Smalspårstiden

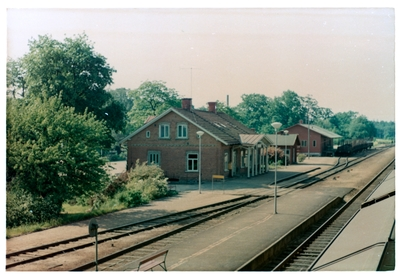
Järnvägsstationen i Kallinge på 1960-talet.

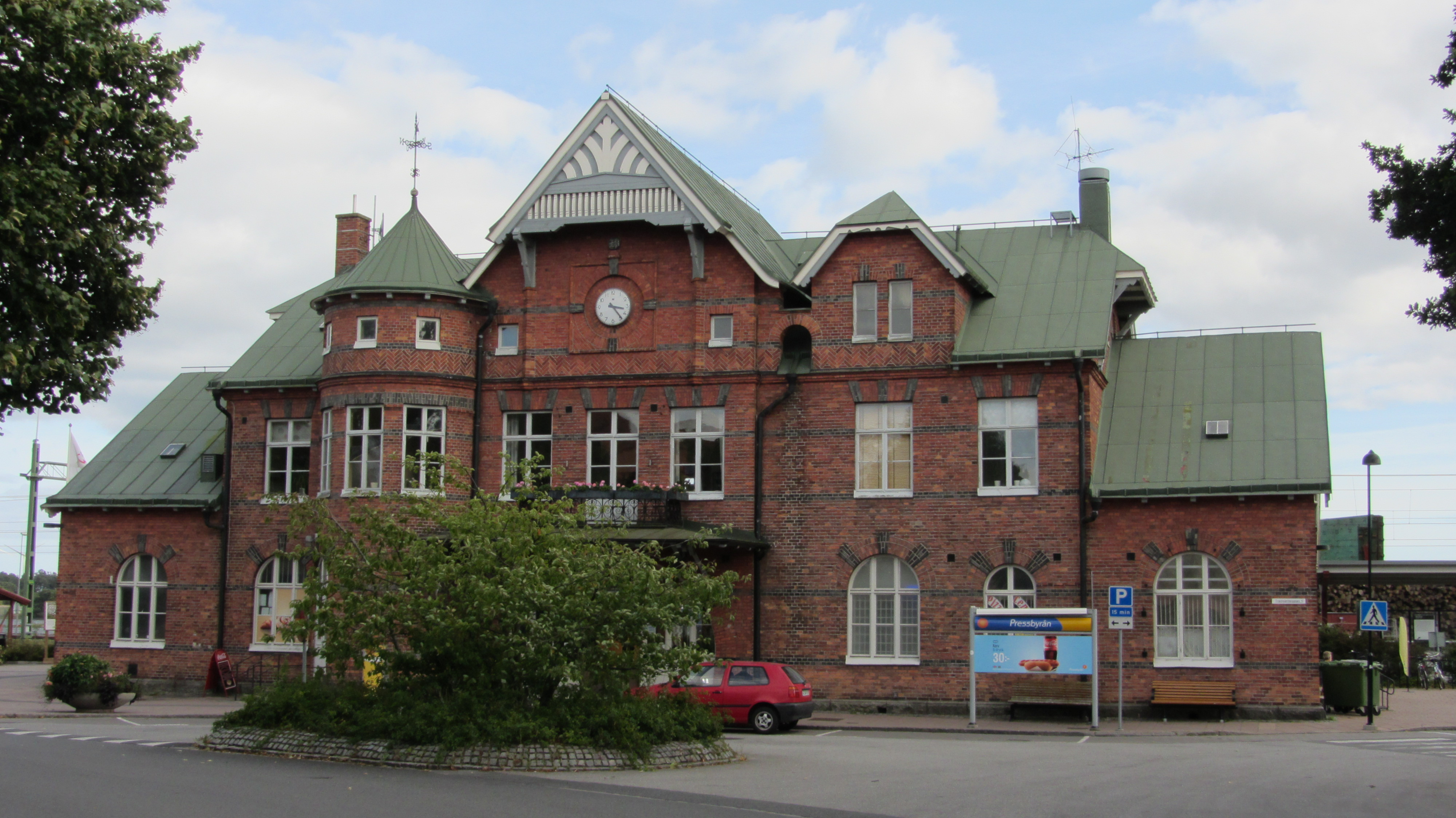
Den nyare järnvägsstationen i Sölvesborg, byggd i samband med anläggandet av Västra Blekinge Järnväg.

Banan Kristianstad-Karlskrona byggdes smalspårig (1067 mm) av tre olika järnvägsbolag längs kusten, Sölvesborg–Kristianstads Järnväg (SCJ), Västra Blekinge Järnväg (WBlJ) och Mellersta Blekinge Järnväg (MBlJ). Den äldsta av dessa var SCJ från 1874. År 1906 bildades BKB Blekinge Kustbana. År 1914 tillkom Listerbanan. År 1927 köptes Bredåkra–Tingsryds Järnväg. Situationen kan jämföras med Västkustbanan där flera olika bolag byggde enskilda sträckor. I Blekinge satsade man mycket hårt på banan. I början av 1900-talet fanns det restaurangvagnar på banan, vilket var en ovanlighet för att vara en smalspårsbana. Blekinge kustbana ingick i det nät av järnvägar med spårvidden 1067 mm som även omfattade Karlshamn–Vislanda–Bolmens järnväg (KVBJ) och Halmstad–Bolmens Järnväg (HBJ). Blekinge kustbanor och dessa två järnvägar band alltså samman Sveriges öst- och västkust (Karlshamn och Halmstad).

### Till SJ och breddning
Efter att SJ tog över banan 1942 beslöts att den skulle breddas till normalspår. Arbetet utfördes i etapper på 1950-talet och färdigställdes 1957. En ny station byggdes i Karlshamn under samma tid. Kust-till-kustförbindelsen Karlshamn–Halmstad via Bolmen bröts, då dessa banor ej breddades, utan lades istället ner på 1960-talet.

### Persontrafik medKustpilen
Efter att ha sett minskat antal resande under slutet av 1980-talet, började SJ att diskutera nedläggning av persontrafiken. Efter protester från kommunerna, landstinget och allmänheten hyrdes ett danskt tågsätt av typen IC3 in för provkörning på Blekinge kustbana. Ungefär samtidigt klassades banan om från en stomjärnväg till länsjärnväg och ett 15-årigt avtal med SJ skrevs under. Efter provperioden sattes i början av 1990-talet en variant av IC3 avsedd för fjärrtrafik, Y2:orna Kustpilen in. Antalet resande ökade dramatiskt. Även andra förbättringar på banan genomfördes såsom skarvfritt spår och installering av fjärrblockering på hela sträckan. Dessutom byggdes en ny station i Bromölla.
När Öresundstågens trafik utökades till Kristianstad minskades Kustpilens sträcka till endast Kristianstad−Karlskrona.

### Elektrifiering
Efter framgångarna med Kustpilentrafiken började man i slutet av 90-talet åter att diskutera det som drygt 90 år tidigare hade diskuterats, nämligen en elektrifiering av kustbanan. Mellan 1999 och 2002 pågick diverse utredningar inför en elektrifiering och 2004 beslöt riksdagen att banan skulle elektrifieras. Peab tillsammans med Balfour Beatty Rail fick i uppdrag att elektrifiera järnvägen, i samarbete med dåvarande Banverket. Elektrifieringen startades den 13 juni 2005 vid Karlshamns järnvägsstation, där det "första spadtaget" togs. 
Genom att landstinget och länets kommuner betalade in pengar i förskott, kunde arbetet med elektrifieringen startas tidigare än enligt regeringens framtidsplaner och därmed kunde SJ också dra sig ur det trafikavtal som länge varit en ren förlustaffär för SJ. Under arbetet hade Blekingetrafiken satt in moderna bussar som ersättning. Elektrifieringen blev färdig i slutet av maj 2007 och den 17 juni 2007 kunde trafiken på banan återinvigas dock med reducerad tågtrafik under sommaren och hösten det året.
Elektrifieringen gick dock inte helt problemfritt. Under hela elektrifieringen begicks det flera gånger stölder av koppartråd. Sedan blev den flera veckor försenad i början av 2006 på grund av den långa och snörika vintern, men genom att Peab och Balfour Beatty Rail satte in extra personal lyckades man komma ikapp tidsplanen. När banan återöppnades för persontrafik 17 juni 2007 blev SJ åter den som skulle sköta trafiken, fram till januari 2009.
I juni 2007 aviserade samtidigt Blekingetrafiken att den nya operatören DSBFirst skulle sköta öresundstågtrafiken mellan 2009 och fram till år 2015. Men under 2011 uppdagades det att DSBFirst hade kraftiga ekonomiska problem och efter förhandlingar med DSBFirst beslutades det att deras uppdrag skulle upphöra från och med i december 2011 och Veolia Transport skulle ta över fram tills en ny upphandling var klar.

### Linjen Sandbäck-Olofström
|  | Head station |

|  | Station on track |

|  | Station on track |

|  | Station on track |

|  | Station on track |

|  | Station on track |

|  | End station |

|  | Head station |

|  | Station on track |

|  | Station on track |

|  | Station on track |

|  | Station on track |

|  | Station on track |

|  | End station |

Järnvägslinjen mellan Sandbäck och Olofström, även kallad Holjebanan, anlades av Västra Blekinge Järnväg 1886 och var i drift fram till 1951. Från början bestod banan av sträckan Sandbäck-Holje och var anlagd som en bibana till sträckan Sölvesborg-Karlshamn. År 1906 påbörjades en förlängning av bandelen Holje−Olofström, som stod klar 1909. Banan breddades aldrig till normalspår, utan lades ner 1951 och revs upp tämligen omedelbart därefter.
År 2023 beslutade regeringen att anlägga Sydostlänken, innebärande elektrifiering av sträckan Älmhult–Olofström och nybyggnad av en fortsättning till Karlshamn.

### Olyckan i Nosaby
Hösten 2004 inträffade en järnvägsolycka i Nosaby i Kristianstad på banan när en lastbil lastad med pellets stannade på plankorsningen med järnvägen då bommarna var på väg ned. Lastbilschauffören sa att han valde att gå ur bilen och försöka lyfta bommen istället för att köra igenom bommen med lastbilen. Tåget krockade med lastbilen. Två järnvägsanställda omkom och flera personer skadades allvarligt. En 50-tal passagerare fick lättare skador. Lastbilschauffören dömdes senare till fängelse i ett år och två månader för grov vårdslöshet, vållande till annans död och vållande till kroppskada. Hovrätten i Malmö fastställde tingsrättens dom.

### Ökat resande på Kustbanan
Blekinge kustbana är enkelspårig, med få mötesmöjligheter och mycket kurvig. I den offentliga debatten, liksom från myndigheter, upprepas att det är otillfredsställande när en 20 mils resa Karlskrona–Malmö, som tar två timmar med bil, kräver 2 timmar och tre kvart med direktgående tåg. Men satsningarna på bekvämare Kustpilen-tåg, elektrifiering och Öresundståg gav resultat. Antalet resande på Blekinge kustbana ökade rekordartat. Det gjordes ungefär 1 363 000 resor på banan under 2007, vilket var 78 000 fler resor än den tidigare högsta toppnoteringen från 2002. 
Till 2010 var restiden Karlskrona–Köpenhamn 3 timmar 39 minuter. När Citytunneln i Malmö togs i bruk förkortades restiden till Köpenhamn och Köpenhamns flygplats med drygt 10 minuter. För att dra nytta av denna förkortade restid enades Skånetrafiken och Blekingetrafiken om ett nytt trafikupplägg från december 2010 för Öresundstågen till Karlskrona, med slopade uppehåll i Höör och Eslöv.
Därefter, och sedan pågatågssystemet i december 2014 utvidgats till Karlshamn, har det skett en stabilisering kring 2 000 000 resor per år. Den nivån kan jämföras med 200 000 resor per år i början av 1990-talet. Ytterligare förbättringar skulle bli kostsamma och kontroversiella. Utredda förslag om linjerätningar har inneburit att stationerna i Mörrum och Bräkne-Hoby skulle bli slopade, liksom chansen att få en hållplats vid Ronneby Airport. Dessutom skulle kostnaderna bli omkring dubbelt så stora som de kalkylerade samhällsekonomiska nyttorna.

### Driftplats Ångsågsmossen byggs
För att kunna utnyttja den intjänade restiden helt behövde ett mötesspår byggas. Dåvarande Banverket gjorde därför vintern 2009–2010 en förstudie om ett nytt mötesspår mellan Karlshamn och Bräkne-Hoby, som visade på nyttan och pekade ut Svartasjö utanför Åryd som lämplig plats. Vid tidpunkten för studien skedde mötena i Ronneby, Karlshamn samt Sölvesborg. I förstudien framgick att genom det nya trafikupplägget i Skåne samtidigt som mötena flyttas till Nättraby samt till det nya mötesspåret i Åryd och att tågmötet behålls i Sölvesborg var det möjligt tjäna drygt 20 minuters restid.
Mötesspåret, som blev färdigt i början av augusti 2012, byggdes för trippelkopplade X31-fordon, men inte för 750 meter långa godståg, eftersom det går obetydlig godstrafik öster om Karlshamn idag. Byggstart skedde i mars 2012. Blekinge läns landsting avsatte 60 miljoner kronor till ändamålet, vilket var ungefär vad mötesspåret skulle kosta. Mötesspåret kom i bruk i samband med tidtabellsskiftet den 19 augusti 2012.
Arbetet med att bygga mötesspåret tog ungefär sex månader och kostade i slutändan landstinget 65 miljoner kronor. Byggandet av mötesplatsen innebar att väntetiden för möte i Karlshamn kunde tas bort vilket förväntades minska restiden med tio minuter. Byggandet inleddes den 27 februari 2012 och tågen började rulla igen den 18 augusti 2012.
Mötesplatsen fick när det togs i drift namnet Ångsågsmossen, medan Trafikverkets arbetsnamn varit Svartasjön. Mötesplatsen ligger i närheten av Åryd, men det namnet kunde inte användas på grund av förväxling med Åryd i Växjö kommun. Utöver Ångsågsmossen föreslog verket även Brånarna och Korsliden som trafikplatsnamn. Namnet kommer från en mosse som ligger i östra delen av driftplatsen. Mötesplatsens trafikplatssignatur är Åmn.

## Trafik på banan
Persontågen körs med X31-motorvagnar under varumärket Öresundståg. Blekingetrafiken är huvudman för denna trafik. Trafiken körs med timmestrafik måndag-fredag under hela trafikdygnet. Lördagar och söndagar körs trafiken med varannan timmes trafik med förtätning till timmestrafik vid vissa tider på dygnet. I princip samtliga tåg fortsätter till Köpenhamn via Öresundsbron.
Sedan den 15 december 2014 går även Skånetrafikens Pågatåg sträckan Kristianstad–Karlshamn och körs med X61-motorvagnar. Tågen avgår med halvtimmesavgångar på vardagar, främst under rusningstid på morgon och förmiddag, sedan upphör trafiken för några timmar och återupptas igen vid rusningstid på eftermiddagen. Än så länge är inga helgavgångar planerade, främst eftersom godstågstrafiken då inte får plats på banan.
Utöver persontrafiken förekommer även godstrafik, främst till Nymölla pappersbruk, Mörrums bruk samt till industrierna i Stilleryd utanför Karlshamn. Öster om Karlshamn förekommer det i regel ingen godstrafik.

## Framtid

### Mötesspår i Bredåkra och station vid Ronneby flygplats
Det är endast cirka 500 meter mellan järnvägen och terminalbyggnaden för Ronneby Airport. Flygplatsbolaget Swedavia har 2012 föreslagit en station där med gångväg till terminalen. Idén hade tidigare varit på tal, men då avvisats av politiker och flygplatsbolag.
Under 2019 till 2020 har Ronneby kommun arbetat med ett så kallat planprogram för området som en långsiktig planering för att se över förutsättningarna att på sikt etablera ett tågstopp. Planprogrammet tar avstamp i Trafikverkets åtgärdsvalsstudie om ett mötesspår på delsträckan och planprogrammet studerar även möjligheten att etablera verksamheter i knutpunkten mellan järnväg och flygstation.
2022, i samband med Trafikverkets planering av ett nytt mötesspår i Bredåkra, förklarade Ronneby kommun och Region Blekinge att de är fortsatt intresserade av idén. Trafikverket noterar att det nya mötesspåret inte kommer att göra det omöjligt att i framtiden bygga en perrong närmre flygplatsen, men att deras nu aktuella uppdrag syftar till att förkorta restiden från Karlskrona till Malmö/Lund och flygplatsen på andra sidan Öresundsbron, att mötesspåret helst bör läggas på en plan sträcka och avråder "på grund av banans geometri och närheten till Ronneby flottiljflygplats."

### Nybygge i Skåne
Det finns förslag om ett nybygge mellan Kristianstad och Lund, eventuellt via Hörby, vilket skulle kunna ge betydande restidsvinster för de tågresenärer på Blekinge kustbana som ska vidare till sydvästra Skåne eller till Danmark.

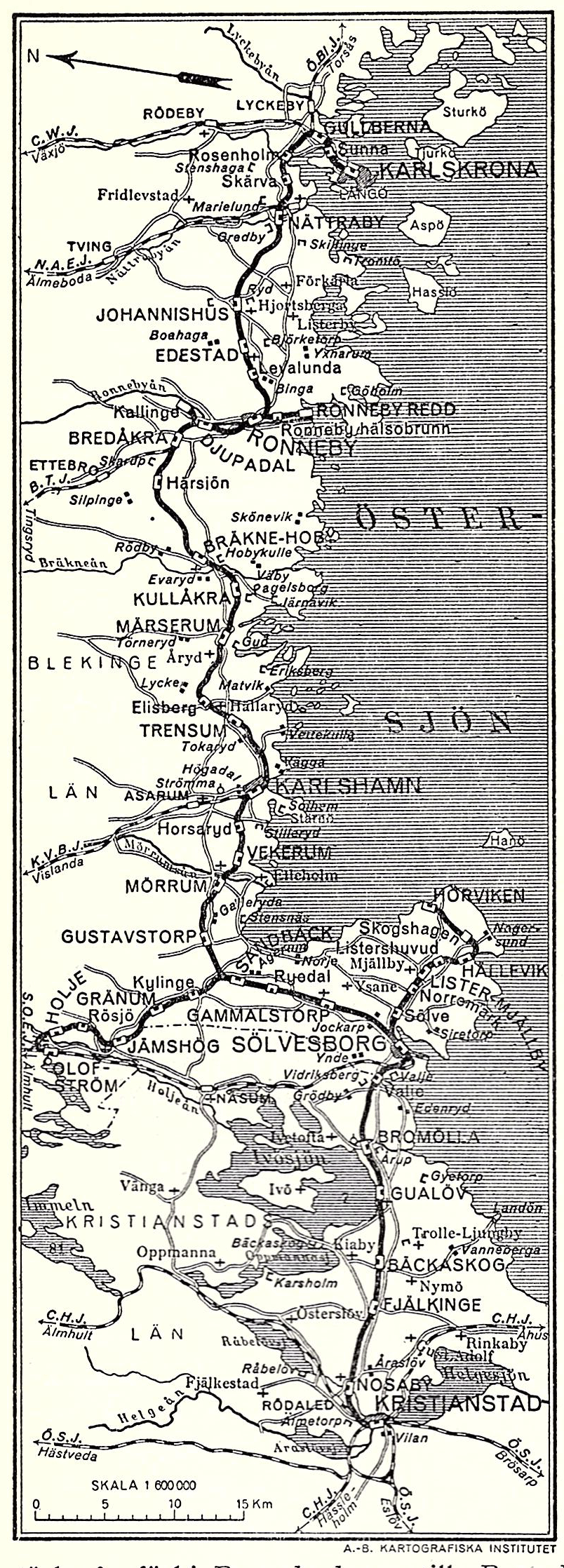
Karta. 1926.

## Stationer längs Blekinge kustbana

### Med uppehåll för persontrafik
- Kristianstad C , anslutande linje mot Hässleholm (Skånebanan)
- Fjälkinge station
- Bromölla station
- Sölvesborgs station
- Mörrums station
- Karlshamns station
- Bräkne-Hoby
- Ronneby
- Bergåsa
- Karlskrona C[28]

### Ej uppehåll för persontrafik
- Kristianstad godsbangård
- Sandbäck
- Vekerum
- Johannishus
- Nättraby
- Gullberna, anslutande linje mot Emmaboda (Kust till kust-banan)

## Galleri

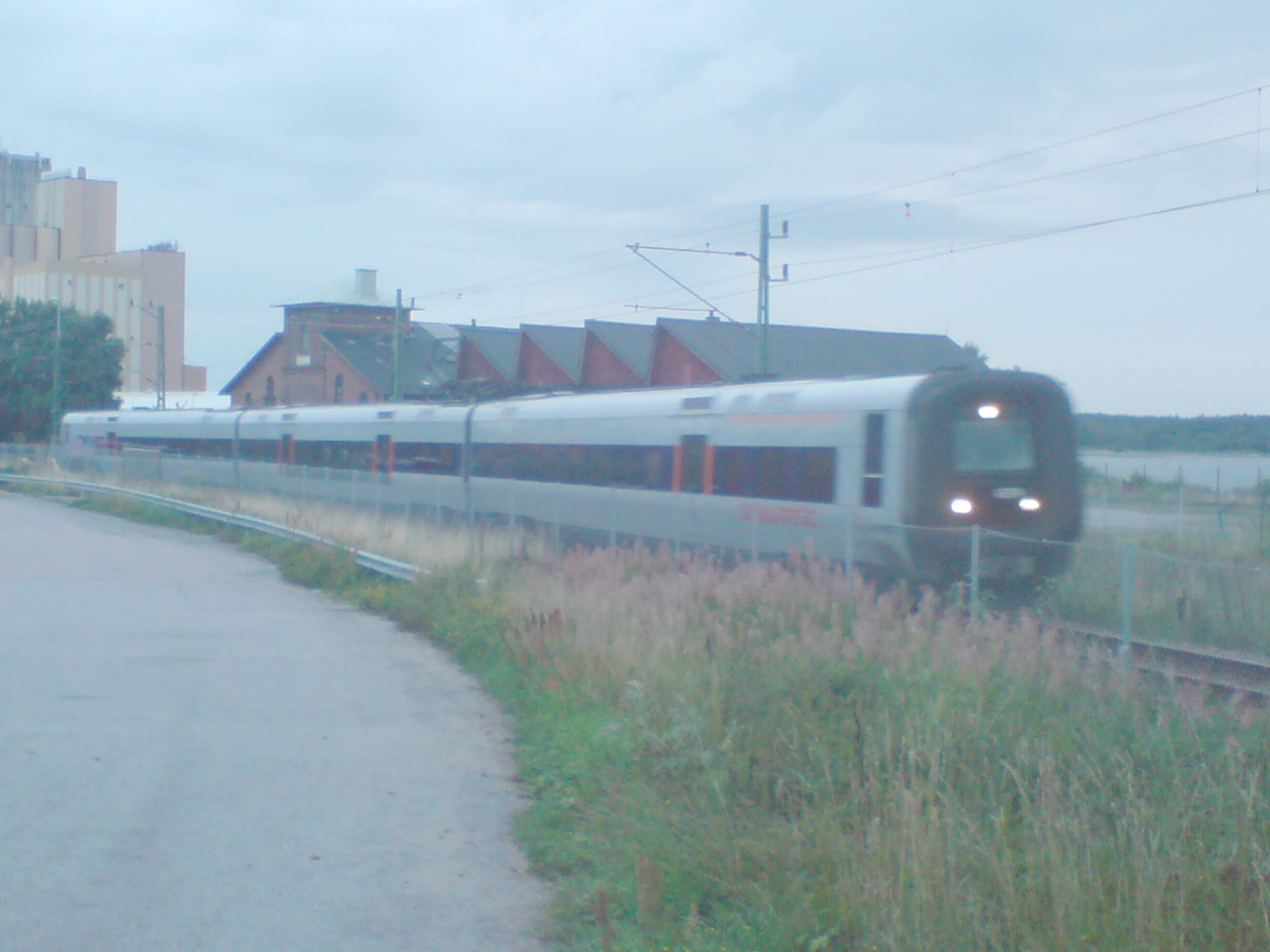
Öresundståg (X31) mot Köpenhamn har precis lämnat Sölvesborg.
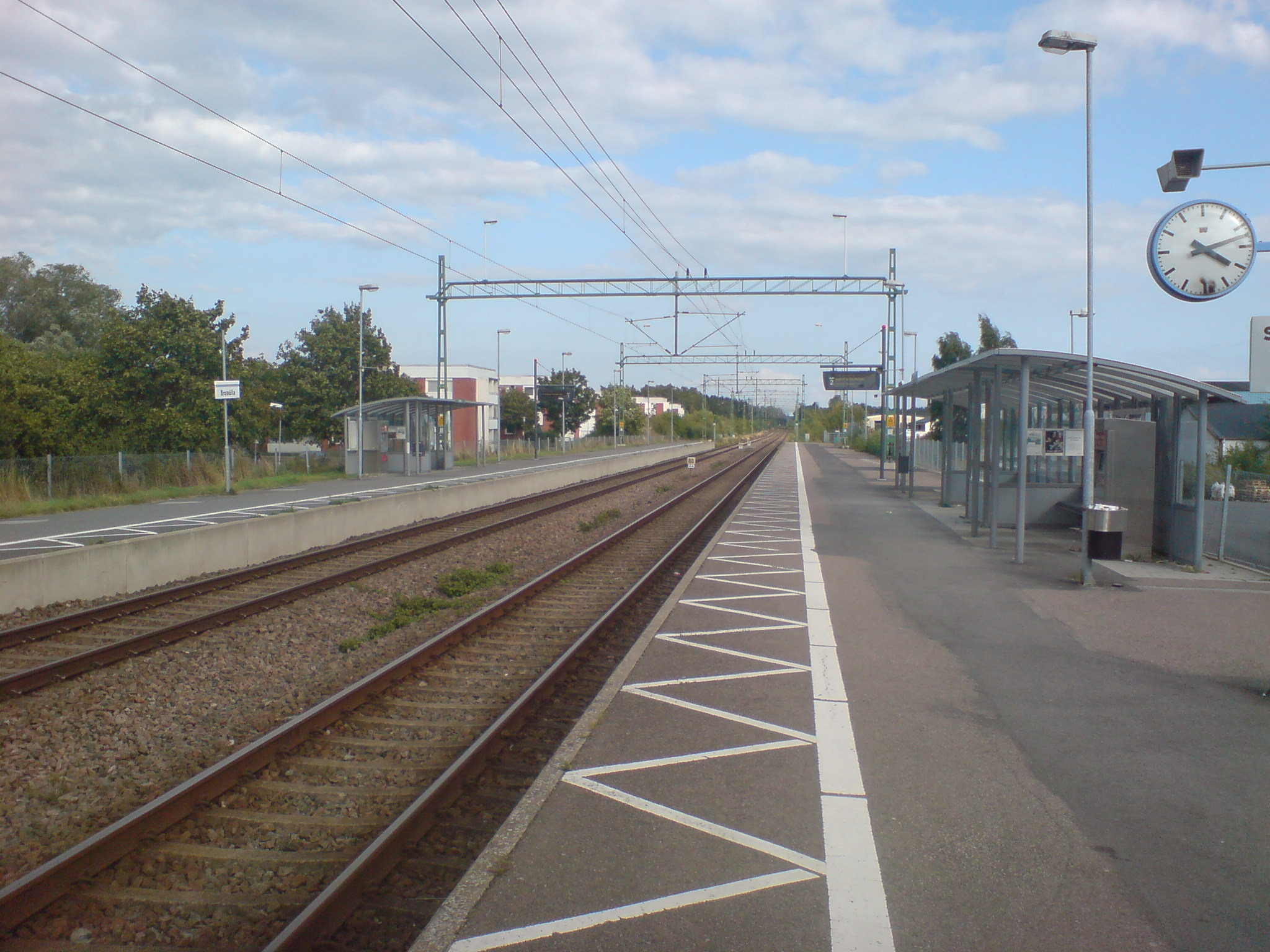
Bromölla station.
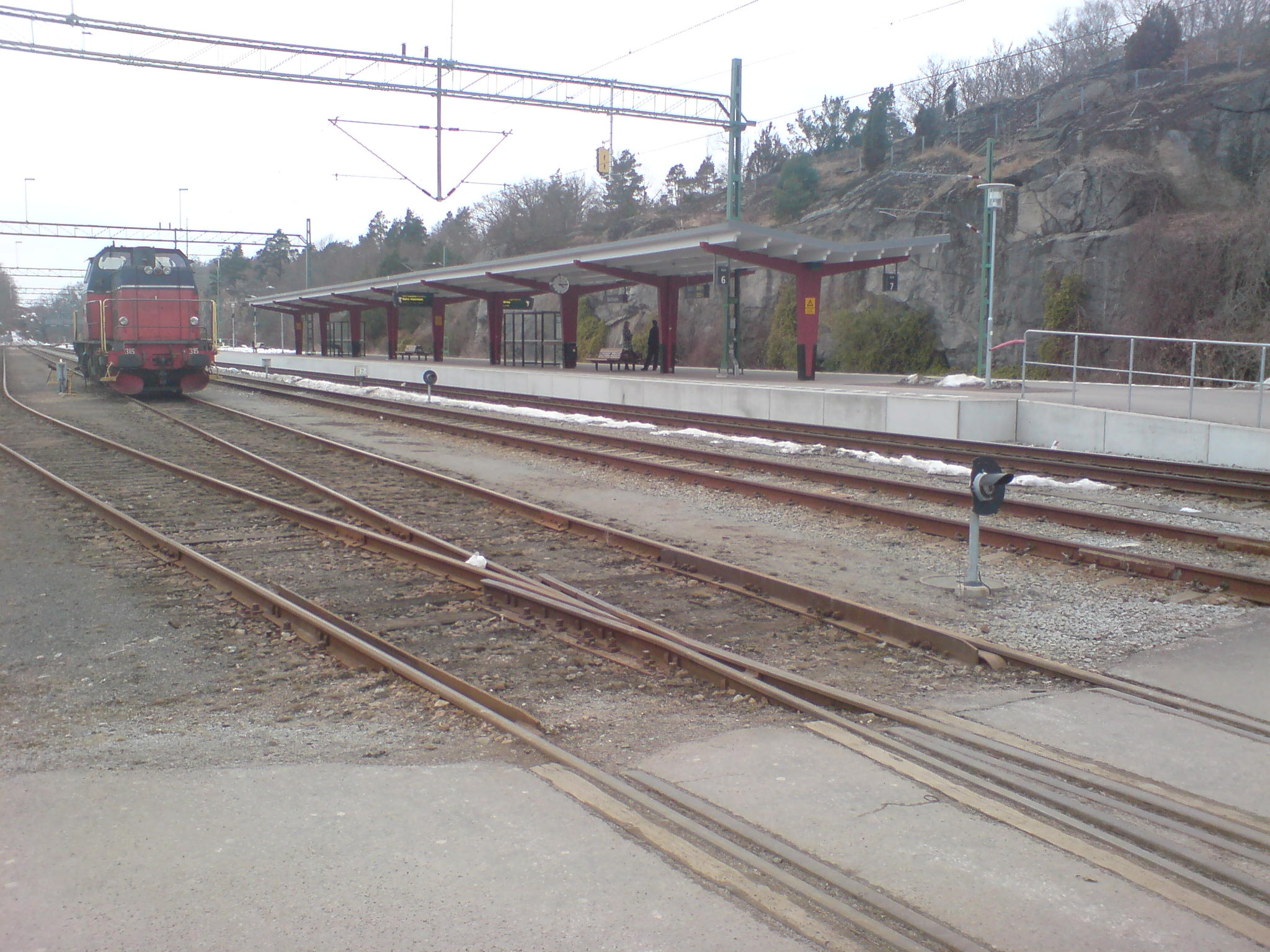
Karlshamn station.
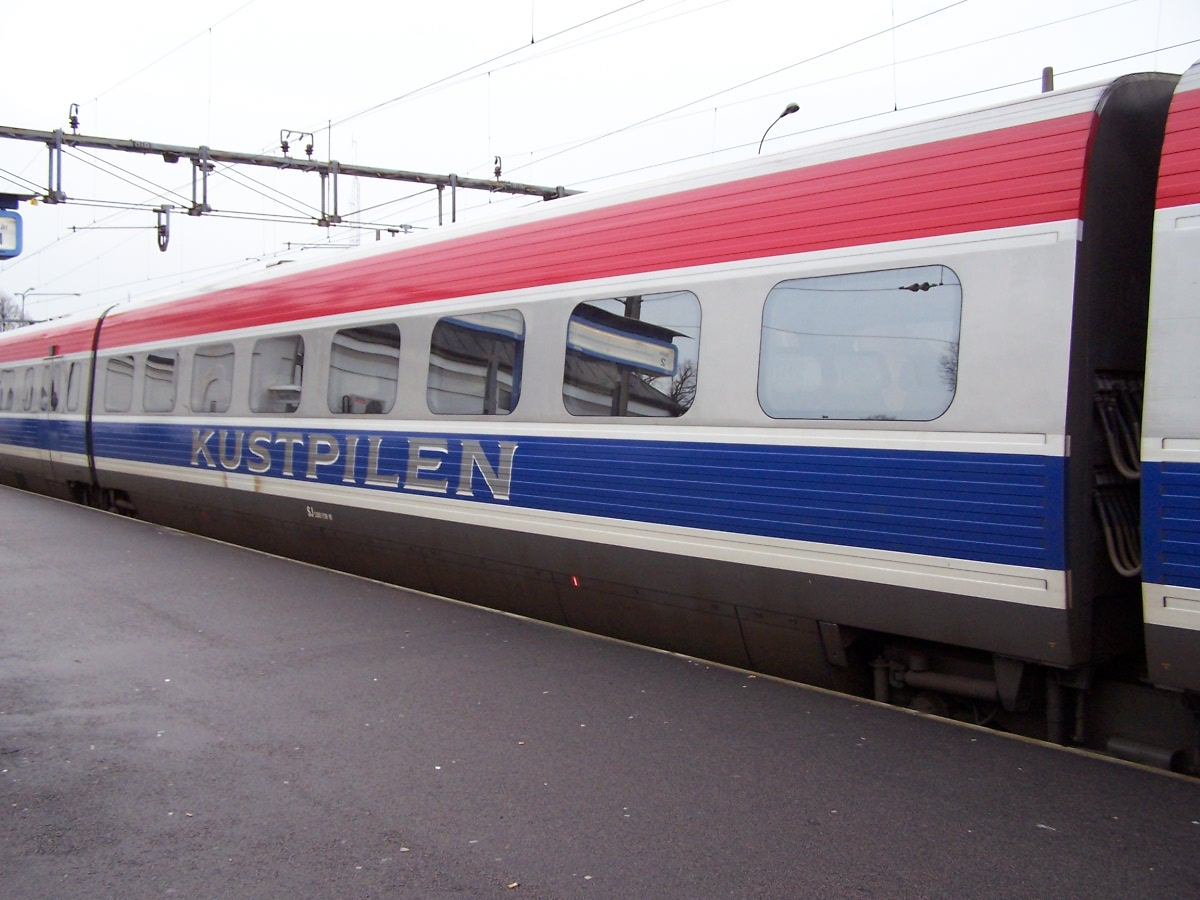
Kustpilentåg i Karlskrona.